# オール・シーイング・アイ
| 専門評論家によるレビュー | 専門評論家によるレビュー |
| レビュー・スコア         | レビュー・スコア         |
| 出典                     | 評価                     |
| ------------------------ | ------------------------ |
| Allmusic                 | [ 1 ]                    |

『オール・シーイング・アイ』（The All Seeing Eye）は、サックス奏者ウェイン・ショーターの9枚目のアルバム。
1965年10月15日に録音され、ブルーノート品番BLP4219やBST84219で発売された。
フレディ・ハバード、グレイシャン・モンカー3世、ジェームス・スポルディング、ハービー・ハンコック、ロン・カーターとジョー・チェンバースが参加。
ショーターの兄アラン・ショーターが1曲にゲスト参加している。
「オールミュージック」のスコット・ヤナウは「基本のバップとブルースではなく、微妙な驚きがたくさんある。30年以上前の作品なのに、まだ新鮮に聴こえる音楽」とした。

## アルバムの構想
アルバムのオリジナルのライナーノーツでは、アルバムは人生の意味、存在、神、宇宙の性質を表現したと書いてある。
ナット・ヘントフとの長いインタビューで、ショーターはそれぞれの作品の意味に言及：
"タイトル曲は神の遍在を描いている。
「ジェネシス」は、すべてのものの創造を指し; 最初の部分は、フリーのテンポのフレーズで構成されている。
「創世記」では終わりがない感じを与えようと試みている。
「カオス」は「戦争、意見の相違と困難」を描いた。
「フェイス・オブ・ザ・ディープ」はマイナー・キーのバラード。希望に満ちた曲だ"。
クロージング作品の「メフィストフェレス」はウェインの兄アランによる作曲であり、それは悪の不吉な存在を強調している。ウェインは指摘している：「クライマックスは悲鳴のように演奏した。悪魔の予測不可能性にだまされている場合は、その悲鳴があなたが支払う代償である。あなたは拷問にかけられ、火と硫黄を浴びせられる」と。

## 収録曲
注記を除き全曲、ウェイン・ショーター作曲
1. ジ・オール・シーイング・アイ - "The All Seeing Eye" - 10:32
2. ジェネシス - "Genesis" - 11:44
3. カオス - "Chaos" - 6:56
4. フェイス・オブ・ザ・ディープ - "Face of the Deep" - 5:29
5. メフィストフェレス - "Mephistopheles"（アラン・ショーター作曲） - 9:40

## パーソネル
- ウェイン・ショーター - テナーサックス
- フレディ・ハバード - トランペット、フリューゲルホルン
- グレイシャン・モンカー3世 -トロンボーン
- ジェームス・スポルディング - アルトサックス
- ハービー・ハンコック - ピアノ
- ロン・カーター - ベース
- ジョー・チェンバース - ドラム
- アラン・ショーター - フリューゲルホルン（5曲目のみ）

## 参照
1. ↑  Allmusic Review
2. ↑  Yanow, S. Allmusic Review accessed 2 August 2009.